# Esteve Sala
Esteve Sala Canyadell, né en 1881 et mort en 1939, est le 21e président du FC Barcelone.

## Biographie
On attribue à Esteve Sala le fait que les supporters du Barça fêtent encore de nos jours les succès du club à la Fontaine de Canaletes. En effet, Esteve Sala était le locataire d'un kiosque au début des années 1900, aujourd'hui disparu, situé à côté de la fontaine, où se réunissaient les supporters pour discuter de football en prenant un verre.
Il devient président du FC Barcelone le 16 juillet 1934 à un moment particulièrement difficile de l'histoire du club, aussi bien sur le plan sportif que financier.
Lors de l'Assemblée générale convoquée en 1934 pour désigner un successeur à Joan Coma, la présidence est offerte à Josep Sunyol qui la refuse pour des raisons de travail et de santé (il deviendra président un an plus tard). C'est donc Esteve Sala qui devient président.
Esteve Sala essaye de redresser la situation sportive en recrutant l'ancien gardien Franz Platko au poste d'entraîneur, deux joueurs étrangers (le Hongrois Berkessy et l'Uruguayen Fernández) et deux joueurs du pays (Raich et Josep Escolà). Ces recrutements permettent au Barça de remporter le championnat de Catalogne.
Esteve Sala est le premier président qui intègre une femme au comité directeur du Barça, Anna Maria Martínez Sagi.
Il est propriétaire de l'Hôtel Oriente situé sur La Rambla. Il admirait tellement Josep Samitier qu'il lui permettait de loger et de manger dans son hôtel gratuitement.
Après une année à la présidence, Esteve Sala préfère ne pas continuer pour des raisons personnelles. À l'Assemblée générale de 25 juillet 1935, Josep Sunyol lui succède.